# Landkreis Beilngries
Der Landkreis Beilngries gehörte zum bayerischen Regierungsbezirk Oberpfalz. Vor dem Beginn der bayerischen Gebietsreform am Anfang der 1970er Jahre umfasste der Landkreis 45 Gemeinden.

## Geographie

### Wichtige Orte
Die einwohnerstärksten Orte des Landkreises waren Beilngries und Berching.

### Nachbarkreise
Der Landkreis grenzte 1972 im Uhrzeigersinn im Norden beginnend an die Landkreise Neumarkt in der Oberpfalz, Parsberg, Riedenburg, Eichstätt und Hilpoltstein.

## Geschichte

### Bezirksamt
Das Bezirksamt Beilngries wurde 1862 im Regierungsbezirk Mittelfranken durch den Zusammenschluss der Landgerichte älterer Ordnung Beilngries und Greding gebildet.
Anlässlich der Reform des Zuschnitts der bayerischen Bezirksämter erhielt das Bezirksamt Beilngries am 1. Januar 1880 die Gemeinden des nunmehrigen Amtsgerichtsbezirks Riedenburg (bisher Bezirksamt Hemau) und trat die Gemeinden des nunmehrigen Amtsgerichtsbezirks Greding an das neugebildete Bezirksamt Hilpoltstein ab. Gleichzeitig wechselte das Bezirksamt aus dem Regierungsbezirk Mittelfranken in den Regierungsbezirk Oberpfalz.
Das Bezirksamt Riedenburg wurde 1908 durch Ausgliederung von 53 Gemeinden aus dem Bezirksamt Beilngries gebildet.
Am 1. April 1926 wechselten die Gemeinden Schnufenhofen und Wissing in das Bezirksamt Parsberg und am 1. Oktober 1926 wechselte die Gemeinde Großalfalterbach ins Bezirksamt Neumarkt in der Oberpfalz.

### Landkreis
Am 1. Januar 1939 wurde wie überall im Deutschen Reich die Bezeichnung Landkreis eingeführt. So wurde aus dem Bezirksamt der Landkreis Beilngries.
Am 1. Juli 1972 wurde der Landkreis Beilngries im Zuge der Gebietsreform in Bayern aufgelöst. Die Stadt Beilngries sowie die Gemeinden Amtmannsdorf, Aschbuch, Biberbach, Eglofsdorf, Grampersdorf, Hirschberg, Kevenhüll, Kottingwörth, Litterzhofen, Oberndorf, Paulushofen und Wiesenhofen kamen zum Landkreis Eichstätt im Regierungsbezirk Oberbayern. Die Stadt Berching und alle übrigen Gemeinden kamen zum oberpfälzischen Landkreis Neumarkt in der Oberpfalz. Letzter Landrat war seit 1953 und damit drei Wahlperioden lang der Jurist Hans Pröll (1922–2017).

### Bezirksamtmänner/Bezirksoberamtmänner bis 1938, ab 1939 Landräte
- 1913–1932 Ludwig Schneider
- 1933–1938 Franz Wein
- 1938–1945 Ludwig Burger
- 1945–1952 Josef Scharf
- 1953–1972 Hans Pröll

## Einwohnerentwicklung
| Jahr | Einwohner | Quelle |
| ---- | --------- | ------ |
| 1864 | 25.354    | [ 7 ]  |
| 1885 | 28.637    | [ 8 ]  |
| 1900 | 28.465    | [ 9 ]  |
| 1910 | 14.772    | [ 9 ]  |
| 1925 | 13.966    | [ 10 ] |
| 1939 | 13.836    | [ 11 ] |
| 1950 | 19.534    | [ 12 ] |
| 1960 | 16.100    | [ 13 ] |
| 1971 | 17.200    | [ 14 ] |

## Gemeinden
Dem Landkreis gehörten bis zum Beginn der bayerischen Gebietsreform 45 Gemeinden an:

Landkreis Beilngries, Gemeindegrenzenkarte von 1961

| - Altmannsberg - Amtmannsdorf - Aschbuch - Bachhausen - Beilngries, Stadt - Berching, Stadt - Biberbach - Burggriesbach - Eglofsdorf - Erasbach - Ernersdorf - Forchheim - Fribertshofen - Grampersdorf - Großberghausen | - Hermannsberg - Hirschberg - Höfen - Holnstein - Ittelhofen - Kevenhüll - Kottingwörth - Lauterbach - Litterzhofen - Oberndorf - Oening - Ottmaring - Paulushofen - Plankstetten - Pollanten | - Raitenbuch - Rudertshofen - Sollngriesbach - Staufersbuch - Stierbaum - Sulzkirchen - Thann - Töging - Vogelthal - Wallnsdorf - Waltersberg - Wattenberg - Weidenwang - Wiesenhofen - Winterzhofen |

## Kfz-Kennzeichen
Am 1. Juli 1956 wurde dem Landkreis bei der Einführung der bis heute gültigen Kfz-Kennzeichen das Unterscheidungszeichen BEI zugewiesen. Es wurde bis zum 3. August 1974 ausgegeben.